# Stanisławice (Mazovie)
Pour les articles homonymes, voir Stanisławice.
Stanisławice (prononciation : [staniswaˈvit͡sɛ]) est un village polonais de la gmina de Kozienice dans le powiat de Kozienice de la voïvodie de Mazovie dans le centre-est de la Pologne.
Il se situe à environ 7 kilomètres à l'ouest de Kozienice (siège du powiat) et à 79 kilomètres au sud-est de Varsovie (capitale de la Pologne).
Le village possède approximativement une population de 1 100 habitants.

## Histoire
De 1975 à 1998, le village appartenait administrativement à la voïvodie de Radom.